# Monastère de Lhalung (Inde)
Pour les articles homonymes, voir Monastère de Lhalung.
Le monastère de Lhalung, également connu sous les noms de monastère de Lhalun ou monastère de Lalung, Sarkhang ou Temple d'or, est l'un des premiers monastères fondés dans la vallée de Spiti, Himachal Pradesh en Inde, par le grand lotwa (traducteur) bouddhiste tibétain Rinchen Zangpo, roi du royaume himalayen occidental de Gugé, à la fin du Xe siècle de notre ère. L'altitude du village voisin de Lhalun est de 3 658 mètres.